# گلندیل (میزوری)
گلندیل (به انگلیسی: Glendale) یک شهر در ایالات متحده آمریکا است که در شهرستان سنت لوئیس، میزوری واقع شده‌است. گلندیل ۳٫۳۴ کیلومتر مربع مساحت و ۵٬۹۲۵ نفر جمعیت دارد و ۱۷۹ متر بالاتر از سطح دریا واقع شده‌است.